# Chorthippus biroi
Chorthippus biroi is een rechtvleugelig insect uit de familie veldsprinkhanen (Acrididae). De wetenschappelijke naam van deze soort is voor het eerst geldig gepubliceerd in 1907 door Kuthy.
1. ↑  (en) Chorthippus biroi op de IUCN Red List of Threatened Species.